# Dona Tututa
Epifânia de Freitas Silva Ramos Évora (Mindelo, 6 de janeiro de 1919 — Ilha do Sal, 26 de janeiro de 2014), conhecida como Dona Tututa ou Tutura Évora, foi uma pianista e compositora cabo-verdiana.
Considerada uma figura lendária no seu país, foi autora de temas como Grito d’ Dor, Sentimento, Mãe Tigre e Vida Torturada, entre outros. Cesária Évora, Bana, Humbertona e a sua filha Magda Évora são alguns dos intérpretes que gravaram temas seus. 

## Biografia
Era filha de António da Silva Ramos, o Anton Tchiche. Seu irmão, Tchufe (Pedro Alcântara Silva Ramos), era guitarrista e cantor.
No início da adolescência, Tututa iniciou os estudos de piano. Tocou profissionalmente no Café Royal. Foi a primeira mulher em São Vicente a tocar à noite, quebrando um tabu. Musicalmente, também desafiou convenções ao mesclar sua formação de piansita clássica com a música tradicional cabo-verdiana.
Depois de se casar, mudou-se para a Ilha do Sal, acompanhando o marido e suspendendo a carreira artística. Teve 12 filhos, entre eles as também cantoras Magda Évora, Milú Évora e Sónia Évora. 
Só em 1966, já aos 47 anos, lançou o seu único disco. Numa viagem aos Estados Unidos, a convite de Bana, gravou Rapsódia Tututa & Taninho com o guitarrista Taninho. Depois disso passou a fazer viagens esporádicas, apresentando-se na França, Guiné e Portugal. 
Morreu de pneumonia em 2014.

## Discografia
Lançou apenas um disco:
- 1966 - Rapsódia Tututa & Taninho [7]

## Homenagens
Foi homenageada em 2008 com o poema Tututa, de Alberto Rui Machado. Seu nome foi dado à Escola Municipal de Artes do Sal. 
João Alves da Veiga dirigiu, em 2012, o documentário Dona Tututa, sobre a vida e a obra da pianista, que recebeu o prêmio de melhor filme no Cabo Verde International Film Festival de 2013.
A sua filha Lourdes Pereira, publicou em 2019, com o apoio do Centro Cultural Português, o livro Tututa Composições que reúne as cifras, letras e partituras de 18 composições da pianista. 
Em 2021 foi homenageada no baptismo do navio Dona Tututa, da CV Interilhas, um navio Ro-Pax que faz a ligação entre as ilhas do arquipélago de Cabo Verde. 